# Samopublikowanie

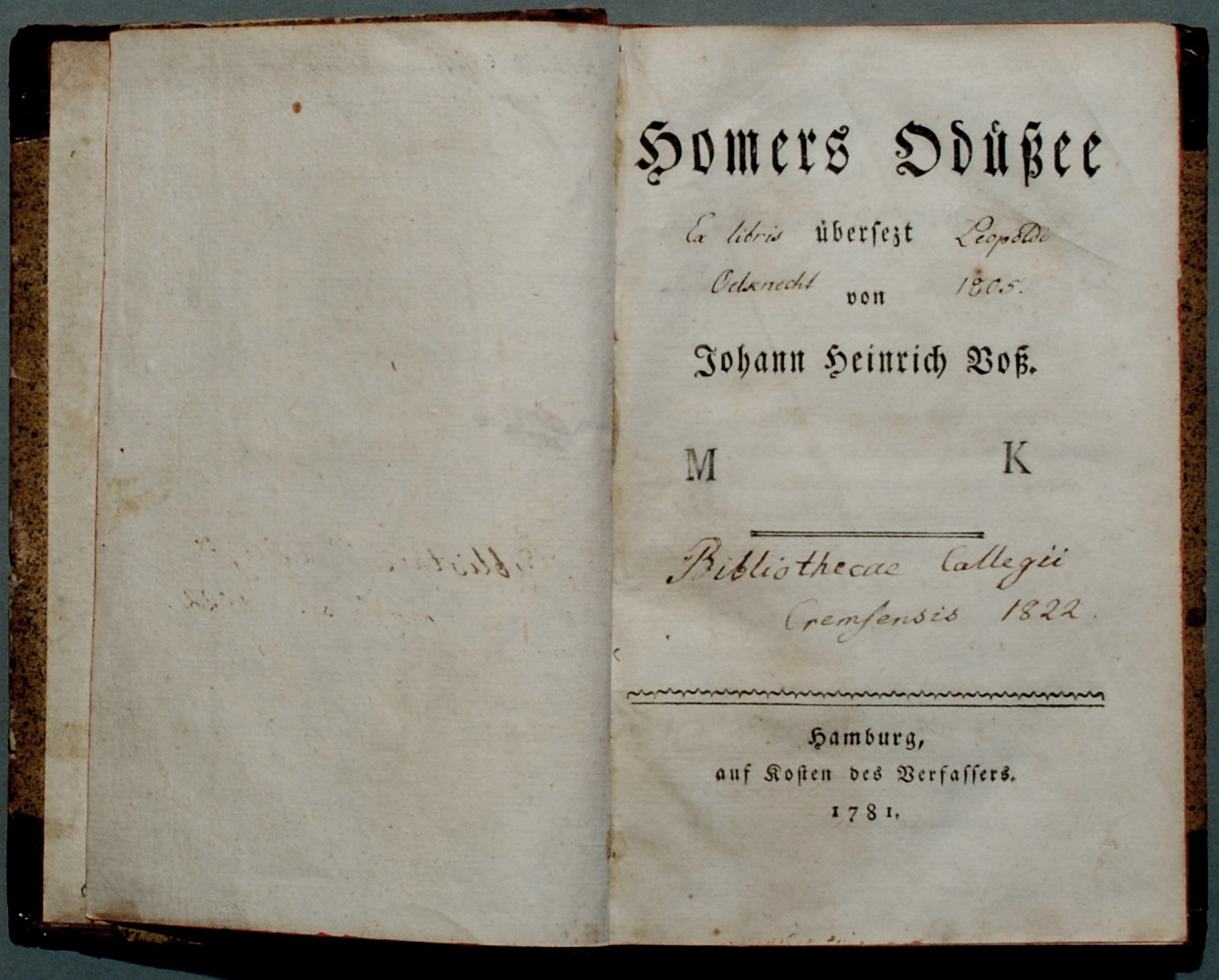
Strona tytułowa pierwszego wydania tłumaczenia Odysei Johanna Heinricha Vossa, „na koszt autora”

Samopublikowanie (ang. self-publishing) – zjawisko publikowania nakładem własnym autora, różnego rodzaju wydawnictw (książka, broszura, płyta kompaktowa itp.). 
Wydawnictwa samopublikowane stanowią margines rynku środków masowego przekazu w zakresie generowania przychodów ze sprzedaży. Rozwój technologii ułatwiających proces publikowania takich jak kserokopiowanie, DTP, druk na żądanie i e-booki powoduje, że udział prac wydanych nakładem własnym stale rośnie.
Terminem tym nie określa się zwykle prywatnych form rozpowszechniania treści w internecie, takich jak prowadzenie stron WWW, blogowania, czy udziału w forach dyskusyjnych, jednak twórczość własna z internetu jest coraz częściej przedmiotem samopublikowania. W języku angielskim publikowanie w formie książkowej własnych blogów doczekało się neologizmu: blook.

## Historia samopublikowania
Samopublikowanie nie jest zjawiskiem nowym. Do XVII wieku częstą praktyką było, że autorzy sami wydawali swoje dzieła, a następnie prezentowali je podczas spotkań dla znajomych i sporządzali tyle kopii, ilu było chętnych. 
W XIX wieku popularną metodą pozyskiwania środków na sfinansowanie wydania było zbieranie przez pisarzy datków. Do najbardziej znanych dzieł światowej literatury wydanych własnym sumptem należą: Tristram Shandy Laurence'a Sterne'a, A Lume Spento Ezry Pounda, Między aktami Virginii Woolf. Z tej metody rozpowszechniania dzieł korzystali niektórzy klasycy literatury światowej, m.in. Jane Austen, Emily Dickinson, Mark Twain, James Matthew Barrie, Beatrix Potter, Nathaniel Hawthorne, George Bernard Shaw, Marcel Proust, Edgar Allan Poe, Rudyard Kipling, Derek Walcott czy Walt Whitman.
Przeważającą część swych dzieł własnym sumptem publikował Jakub Deml. Wszystkie swoje dzieła własnym sumptem wydawał Juliusz Słowacki. Również Adam Mickiewicz finansował druk niektórych swoich utworów, Aleksander Fredro, Lucyna Ćwierczakiewiczowa czy Witold Gombrowicz. Wraz z rozwojem technologii ułatwiającej publikowanie bez udziału wydawnictw, coraz liczniejsi autorzy publikują tą drogą. Najbardziej znanym w historii przykładem sukcesu tytułu wydanego bez udziału wydawnictwa jest książka kucharska pt. Joy of Cooking. Książka została wydana bez udziału wydawnictwa w nakładzie 3000 egzemplarzy, po raz pierwszy w 1931 przez gospodynię domową Irmę S. Rombauer. Jej nakład przekroczył 18 milionów egzemplarzy.
Wiele współczesnych bestsellerowych utworów literackich, głównie na rynku amerykańskim, pojawiło się w obiegu wydawniczym właśnie tą drogą. Obserwuje się również zjawisko odwrotne do debiutu drogą samopublikowania. Autorka bestsellerowych powieści erotycznych E.L. James początkowo publikowała swoją twórczość w internecie, by po swoich pierwszych sukcesach przejść na self-publishing.
Termin samopublikowanie (własnym sumptem) jest również dobrze znane w branży wydawnictw muzycznych. Tą drogą wydaje debiutanckie albumy wielu początkujących artystów, np. Kamp!, Buldog, jak też innych, już po debiucie, np. Adam Kulisz, The Decemberists, Voltaire, czy Boards of Canada.

## Pisarstwo niezależne (Independent writing)
Pisarstwo niezależne to publikowanie poza głównym nurtem wydawniczym. W ten sposób rozumie się każdą formę udostępniania przez autorów niezależnych (ang. indie authors) własnych dzieł literackich dla odbiorcy, zakładającą brak kryteriów dzieła kwalifikujących je do publikowania. Pisarstwo niezależne charakteryzuje pełną kontrolę autora nad dziełem oraz dopuszcza udział w publikacji zewnętrznego podmiotu, który jednak nie jest wydawnictwem. Powody istnienia pisarstwa niezależnego wynikają z przyczyn artystycznych, ekonomicznych (np. samopublikowanie), ideowych (politycznych – wydawnictwa podziemne) lub prawnych. Wydawnictwa niezależne oraz autorzy niezależni (ang. indie writers) niejednokrotnie ignorują istniejące prawo, w tym również prawo autorskie. Wspólną cechą wszystkich pisarzy niezależnych jest fakt odejścia od tradycyjnego, ogólnego nurtu wydawniczego. W takim rozumieniu termin pisarz (autor) niezależny oznaczać będzie wszystkich samopublikujacych, to jest self-publisherów, publikujących w wydawnictwach typu vanity, częściowo finansujących publikacje swoich dzieł, a także autorów publikujących w założonych i prowadzonych przez siebie (lub w ich imieniu) wydawnictwach oraz autorów wydających własnym sumptem.
Terminem niezależny wydawca określa się wydawcę tradycyjnego, najczęściej publikującego niewiele książek, działającego bez wsparcia dużych korporacji wydawniczych i dużych dystrybutorów. 

## Rodzaje samopublikowania
Używa się zapożyczonego z angielskiego sformułowania self-publishing, które wydaje się niezbyt precyzyjne. Samopublikowanie definiowane jest jako publikowanie bez udziału wydawnictwa, lub też samodzielne publikowanie przez autora, co również nie jest do końca precyzyjne. Istnieje bowiem grupa autorów (także w Polsce) publikujących samodzielnie własne utwory w swoich, autorskich wydawnictwach (wydających wyłącznie utwory autora-wydawcy lub też autora-wydawcy i innych autorów). Działają tak lub działali (w pełni lub częściowo) Andrzej Stasiuk, Katarzyna Grochola z Elżbietą Majcherczyk, Tomasz Sekielski, Rafał Kosik, Marika Krajniewska, Wojciech Cejrowski, Olga Tokarczuk, Aleksander Sowa, Monika Sawicka, Bogusław Wołoszański i Władysław Zdanowicz. Trudno jednoznacznie rozgraniczyć samopublikowanie na poszczególne rodzaje, szczególnie, że ich pewne cechy się przenikają, jak na przykład wydawanie przez autora wersji elektronicznej na drodze samopublikowania oraz (czasem jednoczesne) publikowanie edycji papierowej we współpracy z wydawnictwem tradycyjnym, bądź typu subsidy czy też vanity.

### Pełne samopublikowanie
Pełne samopublikowanie polega na tym, że autor ponosi całkowity koszt publikacji, a także osobiście zajmuje się reklamą, sprzedażą, dystrybucją i magazynowaniem swojego wydawnictwa. Dzięki temu ma on pełną kontrolę nad jakością całego procesu i nie musi się dzielić prawami autorskimi do swojej twórczości. Pełne samopublikowanie jest jednak zwykle bardziej kosztowne i czasochłonne od innych form publikowania na własny koszt.

### Self-publishing
Samowydawanie, pisarstwo niezależne (ang. self-publishing) – wydawanie przez autorów niezależnych swoich dzieł w formie e-booków lub rzadziej książek drukowanych bez udziału wydawnictwa. Pisarze niezależni (ang. indies) wykorzystują do sprzedaży i dystrybucji tak opublikowanych utworów własne strony internetowe lub wyspecjalizowane kanały, jak np.: Kindle Direct Publishing, Smashwords, Lulu, a w Polsce Simple Publishing, Virtualo, RW2010, Rozpisani.pl, ebookpoint.pl, www.estante.pl czy nieistniejący już Wydaje.pl. Do najbardziej znanych na świecie pisarzy publikujących w ten sposób należą: Amanda Hocking, John Locke czy Cory Doctorow. Self-publishingiem zajął się Stephen King, który w 2013 roku wydał książkę Guns, na portalu CreateSpace od Amazona.

### Self-electronic publishing
Szczególnym rodzajem samopublikowania jest rozpowszechnianie przez autorów swoich dzieł wyłącznie w formie elektronicznej książki. Jest to najtańsza i najprostsza metoda self-publishingu, będąca rodzajem pełnego samopublikowania. Wraz ze wzrostem popularności e-booków oraz upowszechnianiem się dedykowanych urządzeń do ich czytania (e-readers) obserwuje się dynamiczny wzrost tej metody samopublikowania.

### Subsydiowane publikowanie
Subsydiowane publikowanie (ang. subsidy publishing) polega na częściowym partycypowaniu autora w kosztach procesu wydawniczego, zaś pozostałą część kosztów bierze na siebie wydawca. Zazwyczaj subsydiowany wydawca podpisuje z autorem umowę na opłacenie określonej części kosztów produkcji i dystrybucji publikacji oraz na przekazanie wydawcy całości lub określonej części dochodów z jej sprzedaży. Podobnie jak przy tradycyjnym wydawaniu publikacji, wydawca zwykle wymusza na autorze przekazanie majątkowych praw autorskich.
Subsydiowane publikowanie ma dwa oblicza:
- prowadzone jest przez niektóre domy wydawnicze publikujące w większości twórczość przynoszącą dochód, dla utworów debiutantów lub utworów o których z góry wiadomo, że nie przyniosą dochodu, ale które mają szansę znaleźć mały krąg odbiorców, wystarczający dla pokrycia części kosztów (np. wydawnictwa specjalistyczne)
- prowadzone jest przez wydawnictwa, które specjalizują się w tego rodzaju publikacjach – począwszy od domów wydawniczych, które specjalizują się w druku zdolnych debiutantów, skłonnych partycypować w kosztach i oferują w zamian pomoc marketingową, po firmy, które programowo wydają w minimalnych nakładach twórczość świadomie skierowaną do kręgu najbliższych znajomych autora.

Publikowanie subsydiowane, oferowane debiutantom prowadzi np. Wydawnictwo Novae Res.

### Vanity publishing
Jest to forma wydania własnej książki, w której firmy drukarskie zapewniają skład techniczny, projekt graficzny wnętrza książki oraz okładki, druk, nadanie numeru ISBN oraz wysyłkę egzemplarzy obowiązkowych do Biblioteki Narodowej. W tym sposobie samopublikowania to autor pokrywa wszystkie koszty.
Wydawcę typu vanity nie interesuje zupełnie zawartość merytoryczna publikacji, nie przeprowadza on żadnej selekcji tego, co wydaje i zazwyczaj nie zajmuje się w ogóle promocją swojej produkcji. Dochód wydawcy typu vanity pochodzi niemal w całości z tego, co mu zapłaci autor. Efektem takiej polityki jest wydawanie książek z błędami. Szczególną formą publikowania typu vanity są antologie debiutantów, w których można zamieścić swoją twórczość po wpłaceniu określonej sumy pieniędzy. Tak działają w Polsce: Poligraf, Warszawska Firma Wydawnicza (obecnie Warszawska Grupa Wydawnicza), Red Book, Frel, Psychoskok, Black Unicorn, Sorus, Astrum i MyBook.
Rozróżnienie między vanity publishing i innymi formami samopublikowania, zwłaszcza drukiem na żądanie jest trudne do ustalenia. Za wydawcę typu vanity uważa się takiego, który stosuje celowo rozmaite techniki psychologiczne, które mają na celu rozbudzić i wykorzystać miłość własną swoich autorów-klientów (ang. vanity - próżność). Firmy wydawnicze działające jako vanity, za cenę przewyższającą koszty wydania, oferują zwykle nieświadomym tego autorom niewiele poszerzoną usługę druku, obiecując profesjonalne przygotowanie książki (w tym redakcję oraz korektę), promocję, dystrybucję i zysk. Zazwyczaj tak wydane publikacje, nie są właściwie opracowane pod kątem redakcyjnym i merytorycznym oraz nie przechodzą weryfikacji jakościowej. Działanie firm wydawniczych typu vanity powoduje szereg negatywnych skutków dla autorów:
- przez laików całość samopublikowania (self-publishing) jest utożsamiana jest z vanity,
- przez działania wyd. vanity całość samopublikowania jest postrzegana jako gorszy sposób wydania,
- uważa się, że wszystkie książki publikowane samodzielnie są gorszej jakości od wydanych tradycyjnie,
- samopublikujących autorów postrzega się jako pozbawionych talentu albo jako grafomanów,
- wydanie w wydawnictwie vanity jest nieopłacalne, niemal nigdy nie przynosi autorom zysków,
- wydanie vanity to najdroższy sposób publikacji dzieła, tak wydane utwory są zwykle słabej jakości,
- wydawane tak utwory najczęściej nie są dostępne w dystrybucji (tym samym dla czytelnika).

Niektóre firmy typu vanity to po prostu portale internetowe, które oferują autorom funkcje pomagające tworzeniu publikacji książkowej, tak też to wygląda w przypadku druku na życzenie. Jednak stosunek pobieranych opłat od autorów do kosztów tworzenia pojedynczej książki świadczy, że jest to jeszcze jeden rodzaj vanity publishing. W Polsce tak działa na przykład Grupa PWN S.A (z serwisem Rozpisani.pl) lub Communications4You Sp. z o.o. (z serwisem Wydacksiazke.pl).

### Druk na żądanie
Druk na żądanie (print on demand) jest terminem związanym z branżą drukarską. Z powodów chętnego wykorzystywania go przez wydawców typu vanity, subsidy oraz przez autorów publikujących bez udziałów wydawnictw, jest również mocno kojarzony z samopublikowaniem. Faktycznie druk na żądanie nie jest kolejnym rodzajem samopublikowania, a jedynie usługą oferowaną przez wyspecjalizowane firmy drukarskie. Na podstawie materiałów nadesłanych przez autora (plik środka: tekstowy lub PDF, plik okładki: PDF, rzadziej JPG) wykorzystując technologię druku cyfrowego, są one gotowe wyprodukować książkę lub broszurę w małych nakładach za stosunkowo (w porównaniu do druku offsetowego) niewielką opłatą. Stopień oferowanych usług bywa różny: od jedynie realizacji zlecenia druku z nadesłanych materiałów po ofertę sprzedaży, dystrybucji, udostępnienia dedykowanych narzędzi (panele internetowe) do tworzenia składu książek, przydzielenia numeru ISBN, magazynowania, wysyłki książek, umieszczenia książki w ofercie sprzedaży księgarń lub internetowej sieci dystrybucji oraz rozliczenia za sprzedaż z autorem. Niektóre platformy oferują także dodatkowo płatne usługi jak stworzenie profesjonalnej okładki, redakcję oraz usługi rozbudowane marketingowe. Usługa przygotowania za pomocą udostępnionego przez serwis lub wydawcę print on demand (drukarnię) automatycznego systemu do tworzenia publikacji książkowych, dzięki któremu można samodzielnie przygotować profesjonalne pliki produkcyjnych, umożliwia pełne samopublikowanie. W ten sposób działają serwisy, takie jak: CreateSpace, Blurb, Peecho czy Lulu.com, a w Polsce, np. serwis Sowa Sp. z o.o. z własną księgarnia "Wyczerpane.pl".
Druk na żądanie, czyli druk cyfrowy, jest opłacalny już w nakładach od kilku do kilkudziesięciu egzemplarzy, w odróżnieniu od technologii druku offsetowego, którego opłacalność zaczyna się powyżej tysiąca wydrukowanych książek. Technologię druku na żądanie stosują także wydawcy tradycyjni w odniesieniu do dodruków lub też specjalistycznych, niskonakładowych dzieł. Firmy oferujące druk na żądanie są czasami niesłusznie postrzegane jako nowa forma vanity publishingu. Od firm vanity odróżnia je jednak jednoznaczne stawianie sprawy od samego początku i niestosowanie w stosunku do autorów chwytów psychologicznych opartych na wykorzystywaniu ich miłości własnej. Istotnym elementem odróżniającym je od firm vanity publishingu jest również zarabianie na sprzedaży wydrukowanych książek, nie zaś na procesie przygotowania książki.
Philip M. Parker opatentował metodę produkcji zbiorów automatycznie generowanych według ustalonego wzorca i wypełnianych danymi pochodzącymi z dowolnych, publicznie dostępnych baz danych, np: wyników działania wyszukiwarek internetowych. Do stycznia 2008 r. wydrukował on na własny koszt, korzystając z usług firm drukujących na żądanie 85 000 tego rodzaju książek, którym następnie nadał numer ISBN i umieścił w ofercie amazon.com, stając się w ten sposób najbardziej płodnym autorem wszech czasów.

### Custom publishing
To rodzaj wydania dzieła, samodzielnie przez autora (lub zewnętrzny podmiot) najczęściej wyłącznie w celach marketingowych, takich jak: budowanie świadomości marki, budowanie wizerunku autora lub wydawnictwa, zyskiwanie lojalności klientów czy promocja konkretnego produktu albo usługi. Wydawane na ścieżce custom publishing dzieła najczęściej są nieodpłatne. Mogą przyjmować formę broszur, albumów, książek oraz publikacji elektronicznej (e-booków).

### Scientific & Academic publishing
Terminem Scientific & Academic publishing określa się zjawisko samodzielnego publikowania przez autorów prac akademickich i naukowych. Publikowanie ich jest finansowane przez autorów, a rozpowszechnianie najwcześniej nie zakłada uzyskiwania tantiem. Termin odnosi się również do samodzielnego publikowania przez autorów artykułów naukowych (najczęściej w Internecie), których nie zakwalifikowano do specjalistycznych czasopism dedykowanych poszczególnym dyscyplinom naukowym (akademickim). 

## Krytyka, odbiór i wpływ na tradycyjny model wydawniczy
Wraz z rozwojem samopublikowania, w ostatnich latach nasila się krytyka tej metody wydawniczej w mediach. Samopublikowanie jest niezupełnie zgodnie z prawdą utożsamiane z publikowaniem wyłącznie odrzuconych przez wydawnictwa dzieł, a także publikowaniem utworów o bardzo niskiej jakości przez autorów niesłusznie przekonanych o własnym talencie i wartości swoich utworów. Szczególnie intensywna krytyka płynie ze strony części tradycyjnie wydających autorów. Głównymi zarzutami są: niska jakość tak wydawanych utworów, posądzenia o brak talentu oraz grafomanię a także o zaniżanie cen książek (e-booków), jak również krytyka udostępniania przez niezależnych autorów swojej twórczości nieodpłatnie. W efekcie tego, w Polsce samopublikowanie jest utożsamioane z self-publishingiem, zaś ten często jest rozumiany niewłaściwie (np. mylony z wydaniem typu vanity) oraz uznawany przez czytelników za zdecydowanie gorszy sposób wydania książek. Faktem jest, że udział utworów literackich w niektórych rynkach jednak jest zauważalny i rośnie, co odbiera część zysków tradycyjnym wydawcom i autorom. Na przykład według Bowkera, około 40% książek opublikowanych w 2012 r. w USA było autorsko opublikowanymi e-bookami, w porównaniu do 11% w 2007 r. W 2013 roku utwory wydane bez udziału wydawnictwa w USA stanowiły ponad 25% całego rynku. 
Jednocześnie raport z badania na 50 tysiącach utworów z amerykańskiej księgarni internetowej Kindle Store opublikowany przez Hugh Howeya w 2013 roku wskazuje, że:
- książki z self-publishingu otrzymują wyższe oceny, niż te od wielkich wydawców,
- książki z self-publishingu dużych wydawnictw są wyraźnie droższe od wydawanych samodzielnie,
- samodzielnie wydający autorzy zarabiają o 50% więcej, niż ci publikujący w tradycyjny sposób.

Coraz liczniejsze sukcesy sprzedażowe samodzielnie publikujących autorów, jak również przechodzenie ich na tradycyjną ścieżkę wydawniczą wskazują, że zjawisko może być szansą dla tych autorów, którzy pisać potrafią oraz jest korzystne głównie dla niezależnych autorów i odbiorców. Samopublikowanie stoi jednak w niewątpliwej sprzeczności z interesem tradycyjnych autorów oraz wydawców, jak również niektórych dystrybutorów oraz księgarzy. W 2009 roku amerykański tygodnik Publishers Weekly skierowany do wydawców, bibliotekarzy, księgarzy i agentów literackich podał informację, że w 2008 roku w USA, po raz pierwszy w historii, niezależni autorzy opublikowali więcej książek od tych korzystających z tradycyjnych wydawnictw, a w roku 2009 udział samodzielnie publikowanych tytułów wyniósł aż 76% wszystkich opublikowanych tytułów. Brytyjski tygodnik The Independent doniósł ponadto, że tradycyjni wydawcy zmniejszyli również swoje nakłady, skupiając się jedynie na najlepiej sprzedających się tytułach.

## Promocja samopublikowania
- Od kwietnia 2014 roku brytyjski dziennik The Guardian wyróżnia co miesiąc tytuły opublikowane niezależnie od wydawców (tylko w języku angielskim)[74].
- W 2010 roku Bruno Cesche założył organizację Self Publish, Be Happy wspierającą autorów (fotografów) samodzielnie publikujących swoje książki fotograficzne[75][76][77][78].
- Polski festiwal Fotograficzna Publikacja Roku z nagrodą za książkę fotograficzną, przyznaje nagrodę specjalna w kategorii self-publishing od 2013 roku[79].
- Od 2013 roku na Targach Książki w Lipsku niezależnym autorom jest przyznawana nagroda „autoren@leipzig Award”[80][81].

## Przenikanie się modeli wydawniczych
Większość autorów debiutujących na drodze samopublikowania po komercjalnym sukcesie swoich dzieł przechodzi na tradycyjną ścieżkę wydawniczą, podpisując umowy z wydawnictwami. Cześć autorów, którzy wydawali wcześniej na tradycyjnej ścieżce wydawniczej rezygnuje z umów wydawniczych i wydaje swoje książki oraz e-booki samodzielnie, jednak jest to zjawisko rzadsze. Niektórzy autorzy publikują samodzielnie oraz na tradycyjnej ścieżce wydawniczej. Zjawisko samodzielnego wydawania własnych dzieł przez autorów wykazuje znaczną różnorodność i w wielu wypadkach wymyka się próbom precyzyjnego scharakteryzowania.